# بادپرکیسه‌داران
تیره بادپرکیسه‌داران (نام علمی: Petauridae) شامل ۱۱ گونه صاریغ استرالیایی با جثه متوسط است که چهارتایشان صاریغ‌های راه‌راه هستند، شش تا بادپران کمربال عضو سرده بادپرکیسه‌دارها، و صاریغ لیدبیتر که تنها دارای پوست‌های بادپر وستیجیال است. بیشتر بادپران کمربال بومی استرالیا هستند و بیشتر صاریغ‌های راه‌راه در گینه نو، ولی بعضی اعضای هر گروه در هر دو سوی تنگه تورس زندگی می‌کنند.
همه بادپرکیسه‌دارها دارای نشانه‌های صورتی آشکار هستند. آن‌ها همچنین دارای دندان‌های پیش بسیار بزرگ در فک پایین و دندان‌های آسیای بزرگ چهارگوش هستند. برخلاف ظاهر متفاوتشان، بادپرکیسه‌دارها ارتباط بسیار نزدیکی به صاریغ‌های دم‌حلقه‌ای (تیره شبه‌دستان) دارند. این دو با هم در یک ابرخانواده با نام بادپرکیسه‌واران گذاشته شده‌اند.
طول بدن اعضای این تیره میان ۳۲۰–۱۲۰ میلی‌متر و دمشان میان ۴۸۰–۱۵۰ میلی‌متر است. همهٔ آن‌ها درخت‌پیما هستند.

## رده‌بندی
تیره دارای ۳ سرده و ۱۱ گونه است:
- سرده صاریغ‌های راه‌راه
  - صاریغ راه‌راه دم‌بزرگ، Dactylopsila megalura
  - صاریغ راه‌راه انگشت‌دراز، Dactylopsila palpator
  - صاریغ راه‌راه تیت، Dactylopsila tatei
  - صاریغ راه‌راه، Dactylopsila trivirgata
- سرده Gymnobelideus
  - صاریغ لیدبیتر، Gymnobelideus leadbeateri
- سرده بادپرکیسه‌دارها
  - بادپر شمالی، Petaurus abidi
  - بادپر شکم‌زرد، Petaurus australis
  - بادپر بیاک، Petaurus biacensis
  - بادپر شکری، Petaurus breviceps
  - بادپر ماهوگنی، Petaurus gracilis
  - بادپر سنجابی، Petaurus norfolcensis